# Buenavista (Loja)
Buenavista ist eine Ortschaft und eine Parroquia rural („ländliches Kirchspiel“) im Kanton Chaguarpamba der ecuadorianischen Provinz Loja. Die Parroquia besitzt eine Fläche von 44,41 km². Die Einwohnerzahl lag im Jahr 2010 bei 1214.

## Lage
Die Parroquia Buenavista liegt am Westrand der Anden im Südwesten von Ecuador. Die Parroquia hat eine Längsausdehnung in Nord-Süd-Richtung von 9 km. Sie erstreckt sich über einen im Süden bis zu 1500 m hohen Höhenkamm und reicht im Norden bis zum Río Puyango. Der 1080 m hoch gelegene Hauptort Buenavista befindet sich knapp 8 km westlich vom Kantonshauptort Chaguarpamba. Eine 7 km lange Nebenstraße verbindet Buenavista mit der weiter nördlich verlaufenden Fernstraße E50 (Arenillas–Loja).
Die Parroquia Buenavista grenzt im äußersten Norden an die Provinz El Oro mit der Parroquia Capiro (Kanton Piñas), im äußersten Nordosten an die Parroquias El Rosario und Chaguarpamba, im Osten an die Parroquia Amarillos, im äußersten Südosten an die Parroquias Olmedo (Kanton Olmedo) und San Antonio (Kanton Paltas), im Süden an die Parroquia Cangonamá (Kanton Paltas), im Südwesten an die Parroquia Lauro Guerrero (Kanton Paltas) sowie im Westen an die Parroquia Santa Rufina.

## Orte und Siedlungen
In der Parroquia gibt es neben dem Hauptort folgende Barrios:
- El Palmar (El Limón)
- Hacienda Nueva (Lamedero)
- La Paica
- Ombomba
- Pan de Azúcar
- Reina del Cisne
- Santa Lucía
- Vallehermoso

## Geschichte
Die Gründung der Parroquia Buenavista wurde am 6. November 1944 im Registro Oficial N° 128 bekannt gemacht.